# کمال بهروزکیا
کمال بهروزکیا نویسنده، مترجم، پژوهشگر ادبیات کودکان و نوجوانان، و داستان‌نویس است.

## زندگی
کمال بهروزکیا نویسنده، مترجم، پژوهشگر ادبیات کودک و نوجوان، و داستان نویس است. او در سال ۱۳۲۹ شمسی در محله مختاری تهران به دنیا آمد. بهروزکیا درکلاس دوم دبیرستان ترک تحصیل کرد و به کارهای گوناگونی مشغول شد، از جمله کار در یک مکانیکی، و کار در یک کارخانه آلمانی تولید کننده تابلوهای برق فشار ضعیف و قوی. کمال بهروزکیا در عین حال به تحصیل به صورت آزاد ادامه داد و کلاس چهارم دبیرستان در یک دبستان خصوصی آموزگار شد. بهروزکیا پس از دریافت دیپلم، و گذراندن سربازی در رشته زبان و ادبیات آلمانی در دانشگاه تهران به تحصیل ادامه داد، و در سال ۱۳۵۹ خورشیدی به دریافت لیسانس زبان و ادبیات آلمانی از دانشکده ادبیات دانشگاه تهران نائل آمد.

## کارنامک
بهروزکیا فعالیت ادبی خود را از سال ۱۳۶۶شمسی با ترجمه و انتشار آثاری از نویسندگان آلمانی و لهستانی در مطبوعات آغاز کردکه بعدها به صورت دو مجموعه داستان «بدرود ای سرزمین مقدس»، و «گرگ‌ها بازمی‌گردند» منتشر شدند؛
بهروزکیا از اوایل دهه هفتاد به‌طور جدی به ترجمه آثاری برای کودکان و نوجوانان پرداخت که ازجمله می توان کتاب کودکان به قصه نیاز دارند: کاربردهای افسانه و افسون اثر « برونو بتلهایم» را نام برد که شامل پنجاه و هفت مقاله درباره قصه های عامیانه و افسانه های پریان است؛  ترجمه رمان « تند پا و باد پا» از آثار او در سال ۱۳۷۲ شمسی کتاب سال شد؛ نخستین اثر بهروزکیا کتاب آتش بعدی نوشته جیمز بالدوین است که در سال ۱۳۶۹ خورشیدی منتشر شد، و دومقاله درباره تبعیض نژادی در آمریکا است. ازآثار تألیفی او می توان به کتاب « پروانه ای برای تو و داستان های دیگر» که نوزده داستان کوتاه است و همچنین رمان « وقتی حیوانات باسواد می شوند» اشاره کرد. برخی از آثار کمال بهروزکیا به آموزش و پرورش راه یافته است. ازجمله کتاب افسانه تمثیلی (پیشینه، ریخت شناسی،نمونه آثار) از دوران باستان تاامروز، که از سوی سازمان پژوهش و برنامه ریزی آموزشی، برای دانش آموزان پایه های مختلف دبیرستان، دوره اول، و دوره دوم(نظری)، و معلمان و دانشجو معلمان انتخاب شده است ( افسانه تمثیلی: پیشینه ریخت شناسی نمونه آثاراز دوران ...book<http://samanketab.roshd.ir/) مقالات او نیز دربارهٔ نقد ادبی، جهان داستان و  محیط زیست، و فانتزی در مطبوعات تخصصی مانند کتاب ماه کودک و نوجوان، پژوهشنامه ادبیات کودک و نوجوان و فصل نامه روشنان منتشر شده‌است.

## بعضی از تألیفات او
- عصر یک روز (۱۹ داستان)، انتشارات شورا، چاپ اول ۱۴۰۳
- رقص سایه ها (۱۹ داستان)، انتشارات شورا، چاپ اول ۱۴۰۲
- افسانه تمثیلی (پیشینه، ریخت شناسی، نمونه آثار) از دوران باستان تا امروز، انتشارات شورا، چاپ اول ۱۴۰۰
- قصه های جنگل، انتشارات شورا، چاپ اول ۱۴۰۰
- وقتی حیوانات با سواد می‌شوند، انتشارات محراب قلم، چاپ اول ۱۳۹۶
- پروانه‌ای برای تو و داستان‌های دیگر(۱۹ داستان کوتاه برای بزرگسالان)، نشر قطره، چاپ اول ۱۳۹۲
- بهترین آوازه خوان. انتشارات امیر کبیر، کتاب‌های شکوفه، چاپ اول ۱۳۸۷
- شیرناقلا، روباه بلا، تصویرگر علیرضا گلدوزیان، انتشارات امیرکبیر، کتاب‌های شکوفه، چاپ اول ۱۳۸۴
- درآمدی بر نقد ادبی و نقد ادبیات کودک و نوجوان، مجله روشنان، کانون پرورش فکری کودکان و نوجوانان، دفتر هجدهم، ۱۳۹۳
- افسانه تمثیلی، مجله روشنان، کانون پرورش فکری کودکان و نوجوانان، شماره۱۱، ۱۳۹۰
- ویژگی های کتاب انتخاب شده برای ترجمه، مجله روشنان، کانون پرورش فکری کودکان و نوجوانان، دفتر هشتم،۱۳۸۷
- احساس مطلوب بودن و اهمیت روانی آن، مجله روشنان، کانون پرورش فکری کودکان و نوجوانان، شماره ۵، ۱۳۸۵
- فانتزی ادبیات دوران جدید. کتاب ماه کودک و نوجوان. شماره ۱۰۴–۱۰۶، ۱۳۸۵
- درآمدی بر ساختار داستان‌های فانتاستیک. کتاب ماه کودک و نوجوان. شماره ۱۰۳، ۱۳۸۵
- قصه و داستان در کتا بهای درسی و کمک درسی آلمان. پژوهشنامه ادبیات کودک و نوجوان. شماره ۴۲، ۱۳۸۴
- بتلهایم و قصه عامیانه. کتاب ماه کودک و نوجوان. شماره ۹۳، ۱۳۸۴
- جنگ در داستان‌های آلمانی. پژوهشنامه ادبیات کودک و نوجوان. شماره ۳۸، ۱۳۸۳
- جهان داستان و محیط زیست. کتاب ماه کودک و نوجوان. شماره ۸۵، ۱۳۸۳
- پازوانگ پیام‌آور صلح و دوستی و حفظ محیط زیست. کتاب ماه کودک و نوجوان. شما ره ۵۰، ۱۳۸۳
- رمان‌ها و داستان‌های هاینریش بل. کلک. اردیبهشت، ۱۳۷۰

## بعضی از ترجمه‌های او
- عبور از مرز کوچک. اریش کستنر. انتشارات محراب قلم، چاپ اول ۱۴۰۰
- دخترک پشت دیوار. اورسولا ولفل. انتشارات محراب قلم، چاپ دوم ۱۳۹۸
- نور و رنگ، و تاثیر آنها بر زندگی ما. پرفسور روگر ارب، انتشارات قدیانی، چاپ اول ۱۳۹۸
- اقتصاد ( سرمایه، خانواده، تجارت و صنعت ). دکتر اولریکه رایزباخ، انتشارات قدیانی، چاپ اول ۱۳۹۸
- ماهی ها ( ساختمان بدن، شیوه زندگی و رفتار ). دکتر تورشتن فیشر، انتشارات قدیانی، چاپ اول ۱۳۹۸
- پیدایش و انقراض ( آبزیان، خرندگان، پستانداران و پرندگان ).دکتر دیتمار مرتنز ، انتشارات قدیانی، چاپ اول ۱۳۹۸
- پرندگان ( گونه ها، زیستگاه ها و مهارت ها ). دکتر هاینریش هورشلمان، انتشارات قدیانی، چاپ اول ۱۳۹۸
- کی مجسمه های شهر را می دزدد(رمان). اورسولا ولفل. انتشارات محراب قلم، چاپ اول ۱۳۹۷
- من گرسنه ام، من تشنه ( رمان )، گودرون پازوانگ، انتشارات  ذکر، چاپ اول ۱۳۹۵
- چهره پشت شیشه ( ۲۱ داستان پلیسی _ معمایی )، ولفگانگ اکه، انتشارات افق، چاپ اول ۱۳۹۵
- راز کشتی بادبانی ( ۲۱داستان پلیسی _ معمایی )، ولفگانگ اکه، انتشارات افق، چاپ اول ۱۳۹۵
- قصر میمون های قرمز ( ۲۶ داستان پلیسی _ معمایی )، ولفگانگ اکه، انتشارات افق، چاپ اول۱۳۹۵
- پول و نظام پولی، ناریخچه و تأثیر آن در زندگی بشر، فرانسیسکا یونگمان اشتادلر، انتشارات قدیانی، چاپ اول ۱۳۹۵
- شنل قرمزی و داستان‌های دیگر. یاکوب و ویلهلم گریم. انتشارات محراب قلم، چاپ اول ۱۳۹۵
- برادر سیاه شیطان و داستان‌های دیگر. یاکوب و ویلهلم گریم. انتشارات محراب قلم، چاپ اول ۱۳۹۴
- پسری که پدر خوانده اش مرگ بود و داستان‌های دیگر. یاکوب و ویلهلم گریم. انتشارات محراب قلم، چاپ اول ۱۳۹۴
- انتقامجوی سرخ (رمان) اورسولا ولفل،انتشارات ویژه نشر، چاپ دوم ۱۳۹۴
- تندپا و بادپا (رمان)، اورسولا ولفل. انتشارات افق، چاپ سوم۱۳۹۴
- سرزمین پدری (رمان)، هانس گئورگ نوآک، انتشارات افق، چاپ پنجم ۱۳۹۴
- قرون وسطی، پیدایش، زوال و عصر نوزایی. هانس پتر فون پشکه، انتشارات قدیانی، چاپ اول ۱۳۹۳
- معادن، گنج‌های زمین. راینر کوته، انتشارات قدیانی، چاپ اول ۱۳۹۳
- از ذره بین تا میکروسکوپ‌های امروزی. راینر کوته، انتشارات قدیانی، چاپ اول ۱۳۹۳
- آب و هوا، منشأ، ویژگی‌ها و کاربردها. راینر کرومنرل، انتشارات قدیانی، چاپ اول ۱۳۹۳
- رایانه و روبات: سرعت، دقت و کیفیت. پتر کلاوسن، انتشارات قدیانی، چاپ سوم ۱۳۹۲
- کودکان به قصه نیاز دارند (کاربردهای افسانه و افسون). برونو بتلهایم. نشر افکار، چاپ سوم ۱۳۹۲
- مغز و شگفتی‌هایش، مونیکا روسیگر، انتشارات قدیانی، چاپ سوم ۱۳۹۲
- زمان: در ساعت، تقویم و فضا. اریش اوبلاکر، انتشارات قدیانی، چاپ دوم ۱۳۹۲
- جان و اسب وحشی (رمان) هاینریش ماریا دنبورگ. نشر قطره، چاپ اول ۱۳۹۱
- ژن و ژنتیک: دریچه‌ای به سوی آینده. کلودیا ابرهارد متسگر، انتشارات قدیانی، چاپ سوم ۱۳۹۱
- آنجلیتو (دری به سوی باغ زامبرانوس) (رمان)، گودرون پازوانگ. نشرقطره، چاپ اول ۱۳۹۰
- چهره پشت شیشه (بیست داستان پلیسی - معمایی)، ولفگانگ اکه، انتشارات افق، چاپ سوم ۱۳۸۹
- راز کشتی بادبانی (بیست داستان پلیسی - معمایی)، ولفگانگ اکه، انتشارات افق، چاپ سوم ۱۳۸۹
- قصر میمون‌های قرمز (بیست و چهار داستان پلیسی - معمایی)، ولفگانگ اکه، انتشارات افق، چاپ سوم ۱۳۸۹
- الپانتانو و شهر رؤیاها (رمان) گودرون پازوانگ . انتشارات ذکر، چاپ اول ۱۳۸۱
- گرگ‌ها بازمی‌گردند .(داستان‌های آلمانی)، هانس بندر، ارنست کرودر، هاینریش بل و … نشر روزگار، چاپ اول ۱۳۸۰
- روزی که می‌خواستند کتاب را دستگیر کنند (رمان). نت هنتاف. نشر درسا، چاپ اول ۱۳۸۰
- داستان عجیب اشلمیل (رمان)، آدلبرت فون شامیسو، نشر روزگار، چاپ دوم ۱۳۷۹
- یانا برتا: ابر (تراژدی نیروگاه‌های هسته‌ای) (رمان)، نشرلعبت (دف)، چاپ اول ۱۳۷۹
- آخرین کودکان شونبورن (رمان)، گودرون پازوانگ، نشر زلال، چاپ اول ۱۳۷۶
- آتش بعدی (صد سال آزادی بدون تساوی حقوق)، جیمز بالدوین، انتشارات امیرکبیر، چاپ اول ۱۳۶۹

## جوایز
- برنده جایزه یازدهمین دوره کتاب سال وزارت فرهنگ وارشاد اسلامی برای ترجمه رمان «تندپا و بادپا» نوشته اورسولا وُ لفِـل، نشرشورا.
- دریافت لوح سپاس ازشورای کتاب کودک در سال ۱۳۷۲ برای ترجمه کتاب «تندپا و بادپا» نوشته اورسولا وُ لفِـل، نشرشورا.
- برنده جایزه کتاب سال تشویقی در هجدهمین دوره کتاب سال وزارت فرهنگ و ارشاد اسلامی در سال۱۳۷۹ برای ترجمه کتاب «اسب آبی پرنده» نوشته اریش هوله، نشر رامین.
- داستان «توپ وفرفره» (نشریه دوست) سال ۱۳۸۴ از برگزیدگان هفتمین جشنواره مطبوعات
- قصر میمون‌های قرمز، برگزیده شورای کتاب کودک در سال ۱۳۸۵
- رمان «وقتی حیوانات با سواد می شوند» از کتاب های برگزید ه سال 1397، و نامزدجایزه کتاب سال 1397.[۲][۳][۴][۵]